# カンナさーん!
『カンナさーん!』は、深谷かほるによる日本の漫画作品。『YOU』（集英社）にて、2001年から2007年まで連載された。2017年から続編『カンナさーん! アラフォー編』が連載されている。
2017年7月からTBSテレビ系でテレビドラマ化された。

## 書誌情報
- カンナさーん!（全13巻） クイーンズコミックス（集英社）
  1. 2001年12月10日発売、ISBN 978-4-08-865049-4
  2. 2002年5月17日発売、ISBN 978-4-08-865071-5
  3. 2002年11月19日発売、ISBN 978-4-08-865098-2
  4. 2003年4月18日発売、ISBN 978-4-08-865123-1
  5. 2003年10月17日発売、ISBN 978-4-08-865158-3
  6. 2004年4月19日発売、ISBN 978-4-08-865201-6
  7. 2004年10月19日発売、ISBN 978-4-08-865238-2
  8. 2005年3月18日発売、ISBN 978-4-08-865271-9
  9. 2005年10月19日発売、ISBN 978-4-08-865303-7
  10. 2006年2月16日発売、ISBN 978-4-08-865324-2
  11. 2006年4月19日発売、ISBN 978-4-08-865336-5
  12. 2007年4月19日発売、ISBN 978-4-08-865392-1
  13. 2007年8月17日発売、ISBN 978-4-08-865417-1
- カンナさーん! アラフォー編（全3巻） クイーンズコミックス（集英社）
  1. 2017年7月25日発売、ISBN 978-4-08-865676-2
  2. 2017年7月25日発売、ISBN 978-4-08-865677-9
  3. 2017年8月25日発売、ISBN 978-4-08-865678-6

## テレビドラマ
2017年7月18日から 9月19日までTBSテレビ系「火曜ドラマ」枠で放送された。主演は渡辺直美。
2020年4月27日から5月8日まで「一挙放送SP」として、夜11時56分（金曜のみ、夜0時20分）から放送された。

### キャスト

#### 主要人物
鈴木 カンナ → 河東 カンナ〈29〉
演 - 渡辺直美
本作の主人公。第1話で、夫・礼の不倫が原因で正式に離婚。離婚後は旧姓の河東に名字を戻す。
鈴木 礼〈32〉
演 - 要潤
カンナの夫。第1話での離婚後は実家に身を寄せている。
鈴木 麗音 → 河東 麗音〈4〉
演 - 川原瑛都
カンナと礼の息子。通称「レオ」。

#### 鈴木家
鈴木 柳子〈54〉
演 - 斉藤由貴
礼の母。
鈴木 徹三〈62〉
演 - 遠山俊也
礼の父。

#### カンナの会社
片岡 美香〈32〉
演 - 山口紗弥加
カンナの会社の上司。事業部長。
境川 翔子〈25〉
演 - トリンドル玲奈
カンナの会社の同僚。
福井 優子
演 - 芳野友美
ニック 難波
演 - 加藤雅也（第3話 - 第6話・最終話）
ファッション界の大物。かつては世界的な雑誌の編集長だった。
桝田
演 - 信太昌之（第7話 - 最終話）
人事部長。

#### 礼の会社
片桐 裕太〈28〉
演 - じろう（シソンヌ）
礼の会社の社員。
草壁 真理〈32〉
演 - シシド・カフカ（第1話 - 第3話）
礼の元・不倫相手で恋人。空間デザイナー。カンナとは正反対の性格。

#### 保育園
森川 良枝〈57〉
演 - 朝加真由美
麗音の通う保育園の園長。
青田 壮介〈23〉
演 - 工藤阿須加
麗音の通う保育園の保育士。通称「青ちゃん先生」。
輪島
演 - 佐藤隆太（第1話）
麗音と同じ保育園のパパ友。
緒川 俊子
演 - 泉里香（第6話 - 最終話）
柳子の紹介で保育園にやってくるリトミック講師。礼とは幼馴染。

#### その他
カフェ店員
演 - 佐野勇斗（M!LK）（第1話・最終話）
Instagram follower
演 - 朝倉えりか（第2話）
下山めぐ
演 - 平山あや（第9話）

### スタッフ
- 原作 - 深谷かほる『カンナさーん!』（集英社クイーンズコミックス刊）
- 脚本 - マギー
- 音楽 - 得田真裕
- 主題歌 - AI「キラキラ feat.カンナ」（EMI Records）
- 演出 - 平野俊一、国本雅広、渡瀬暁彦
- 編成 - 高橋正尚
- プロデューサー - 千葉行利、有賀聡
- 製作 - ケイファクトリー、TBSテレビ

### 放送日程
| 各話                                                                         | 放送日  | サブタイトル                                                                      | 演出     | 視聴率 |
| ---------------------------------------------------------------------------- | ------- | --------------------------------------------------------------------------------- | -------- | ------ |
| 第1話                                                                        | 7月18日 | ピンチは笑顔で跳ね返せ! 愛する息子を守るため…パワフルママの奮闘記!                | 平野俊一 | 12.0%  |
| 第2話                                                                        | 7月25日 | パワフルママに大ピンチ! 夫の恋人と直接対決                                        | 平野俊一 | 12.6%  |
| 第3話                                                                        | 8月01日 | 夫の恋人と夏の海で決闘! 息子が遭難!? ハネ返せ大ピンチ!                            | 国本雅広 | 10.1%  |
| 第4話                                                                        | 8月08日 | 運命の男と夫からW告白…モテ期到来!! オニ姑と同居で天国と地獄!?                     | 国本雅広 | 09.3%  |
| 第5話                                                                        | 8月15日 | 恋の急展開! 年上紳士から猛アプローチVSダメ夫決死の秘策…パワフルママ大波乱         | 平野俊一 | 10.2%  |
| 第6話                                                                        | 8月22日 | 幼い息子の涙…小さな胸に秘めた想い受けダメ夫が動く!パワフルママ親子の絆!!          | 渡瀬暁彦 | 09.7%  |
| 第7話                                                                        | 8月29日 | 愛する息子が奪われるー!? 姑のお見合い大作戦!母親の座をかけて完璧美女と対決        | 国本雅広 | 09.2%  |
| 第8話                                                                        | 9月05日 | パワフルママにリストラの危機!! 愛する息子とも別れが…最後に見せた涙の笑顔!!        | 平野俊一 | 07.9%  |
| 第9話                                                                        | 9月12日 | 夫の最後のプロポーズ…崖っぷちママ幸せの時!!のはずが…大借金でド貧乏転落!?          | 平野俊一 | 10.1%  |
| 最終話                                                                       | 9月19日 | 遂に復縁!? 感動号泣プロポーズ…が、アノ年上イケメンが緊急帰国で大波乱!? 仰天ラスト | 平野俊一 | 10.1%  |
| 平均視聴率 10.1%（視聴率はビデオリサーチ調べ、関東地区・世帯・リアルタイム） |         |                                                                                   |          |        |

| TBS系列 火曜ドラマ                                 | TBS系列 火曜ドラマ                        | TBS系列 火曜ドラマ                           |
| 前番組                                             | 番組名                                    | 次番組                                       |
| -------------------------------------------------- | ----------------------------------------- | -------------------------------------------- |
| あなたのことはそれほど （2017年4月18日 - 6月20日） | カンナさーん! （2017年7月18日 - 9月19日） | 監獄のお姫さま （2017年10月17日 - 12月19日） |